# Liste der Naturdenkmale in Filderstadt
| Naturdenkmale | Anzahl |
| ------------- | ------ |
| FND           | 24     |
| END           | 12     |
| Gesamt        | 36     |

Die Liste der Naturdenkmale in Filderstadt nennt die verordneten Naturdenkmale (ND) der im baden-württembergischen Landkreis Esslingen liegenden Stadt Filderstadt. In Filderstadt gibt es insgesamt 36 als Naturdenkmal geschützte Objekte, davon 24 flächenhafte Naturdenkmale (FND) und 12 Einzelgebilde-Naturdenkmal (END).
Stand: 30. Oktober 2016.

## Flächenhafte Naturdenkmale (FND)
| Name                                            | Bild | Kennung     | Einzelheiten         | Position | Fläche Hektar | Datum         |
| ----------------------------------------------- | ---- | ----------- | -------------------- | -------- | ------------- | ------------- |
| Bombachwiesen                                   | BW   | 81160771438 | Filderstadt          | ⊙        | 1,1           | 22. Okt. 1993 |
| Ehemaliger Steinbruch mit Tümpel im Bechtenrain | BW   | 81160771415 | Filderstadt          | ⊙        | 0,7           | 25. Aug. 1983 |
| Feldhecke an der Waldenbucher Straße            | BW   | 81160771429 | Filderstadt          | ⊙        | 0,3           | 22. Okt. 1993 |
| Feldhecke im Gewann Unterer Bach                | BW   | 81160771418 | Filderstadt          | ⊙        | 0,2           | 22. Okt. 1993 |
| Feuchtgebiet Stollenhau                         | BW   | 81160771424 | Filderstadt          | ⊙        | 0,6           | 22. Okt. 1993 |
| Feuchtgebiet Teufelswiesen                      | BW   | 81160771432 | Filderstadt          | ⊙        | 0,4           | 22. Okt. 1993 |
| Feuchtwiese in den Mahdenwiesen                 | BW   | 81160771434 | Filderstadt          | ⊙        | 0,5           | 22. Okt. 1993 |
| Fleinsbach mit Gehölzsaum und Wiesen            | BW   | 81160771441 | Filderstadt          | ⊙        | 2,4           | 22. Okt. 1993 |
| Gehölzgruppen im Gewann Hemmenreich             | BW   | 81160771433 | Filderstadt          | ⊙        | 0,6           | 22. Okt. 1993 |
| Gutenhalde                                      | BW   | 81160771435 | Filderstadt          | ⊙        | 3,2           | 22. Okt. 1993 |
| Hecken im Gewann Scherlach                      | BW   | 81160771416 | Filderstadt          | ⊙        | 2,3           | 22. Okt. 1993 |
| Klinge im Tetschleren                           | BW   | 81160771430 | Filderstadt          | ⊙        | 2,6           | 22. Okt. 1993 |
| Klinge mit Erlenbestand                         | BW   | 81160771428 | Filderstadt          | ⊙        | 0,5           | 22. Okt. 1993 |
| Maurerklinge                                    | BW   | 81160771426 | Filderstadt, Aichtal | ⊙        | 4,0           | 22. Okt. 1993 |
| Obstbaumreihe am Horber Weg                     | BW   | 81160771417 | Filderstadt          | ⊙        | 0,2           | 22. Okt. 1993 |
| Obstbaumreihe                                   | BW   | 81160771422 | Filderstadt          | ⊙        | 0,3           | 22. Okt. 1993 |
| Steinbruch mit Magerwiese                       | BW   | 81160771436 | Filderstadt          | ⊙        | 0,5           | 22. Okt. 1993 |
| Sukzessionsfläche im Gewann Egertle             | BW   | 81160771402 | Filderstadt          | ⊙        | 2,3           | 25. Aug. 1983 |
| Tümpel in der Uhlberghalde                      | BW   | 81160771425 | Filderstadt          | ⊙        | 0,4           | 22. Okt. 1993 |
| Wacholderheide Haberschlai                      |      | 81160771423 | Filderstadt          | ⊙        | 4,8           | 22. Okt. 1993 |
| Wassergraben mit Weiden im Gewann Reutenwiesen  | BW   | 81160771443 | Filderstadt          | ⊙        | 0,0           | 22. Okt. 1993 |
| Weiher am Weiherbachursprung                    | BW   | 81160771420 | Filderstadt          | ⊙        | 0,1           | 22. Okt. 1993 |
| Weiher mit Erlenwald und Eichentrauf (Bärensee) | BW   | 81160771414 | Filderstadt          | ⊙        | 5,1           | 25. Aug. 1983 |
| Wiese mit Birnbaum im Gewann Hüttenweg          | BW   | 81160771419 | Filderstadt          | ⊙        | 0,2           | 22. Okt. 1993 |
| Legende für Naturdenkmal                        |      |             |                      |          |               |               |

## Einzelgebilde (END)
| Name                        | Bild | Kennung     | Einzelheiten | Position | Fläche Hektar | Datum         |
| --------------------------- | ---- | ----------- | ------------ | -------- | ------------- | ------------- |
| Birnbaum (nicht auffindbar) | BW   | 81160771442 | Filderstadt  | ⊙        | 0,0           | 22. Okt. 1993 |
| Eiche                       | BW   | 81160771427 | Filderstadt  | ⊙        | 0,0           | 22. Okt. 1993 |
| Linde am Esslinger Weg      |      | 81160771405 | Filderstadt  | ⊙        | 0,0           | 25. Aug. 1983 |
| 1 Fichte mit Doppelstamm    | BW   | 81160771401 | Filderstadt  | ⊙        | 0,0           | 25. Aug. 1983 |
| 1 Kopfweide                 | BW   | 81160771403 | Filderstadt  | ⊙        | 0,0           | 25. Aug. 1983 |
| 1 Linde (Friedenslinde)     | BW   | 81160771406 | Filderstadt  | ⊙        | 0,0           | 25. Aug. 1983 |
| 1 Stieleiche mit Gehölz     | BW   | 81160771412 | Filderstadt  | ⊙        | 0,0           | 25. Aug. 1983 |
| 1 Stieleiche                |      | 81160771411 | Filderstadt  | ⊙        | 0,0           | 25. Aug. 1983 |
| 2 Linden                    |      | 81160771407 | Filderstadt  | ⊙        | 0,0           | 25. Aug. 1983 |
| 2 Weiden im Gewann See      | BW   | 81160771444 | Filderstadt  | ⊙        | 0,0           | 22. Okt. 1993 |
| 3 Linden (Friedenslinden)   | BW   | 81160771413 | Filderstadt  | ⊙        | 0,0           | 25. Aug. 1983 |
| 3 Linden                    | BW   | 81160771404 | Filderstadt  | ⊙        | 0,0           | 25. Aug. 1983 |
| Legende für Naturdenkmal    |      |             |              |          |               |               |